# Kochanów Wieniawski
Kochanów Wieniawski – wieś w Polsce położona w województwie mazowieckim, w powiecie przysuskim, w gminie Wieniawa. Gniazdo rodowe Korwinów Kochanowskich. Wieś na status sołectwa.
W latach 1975–1998 miejscowość administracyjnie należała do województwa radomskiego.
Wierni Kościoła rzymskokatolickiego należą do parafii św. Katarzyny w Wieniawie.